# تشارلز كينغ (دراج)
تشارلز كينغ (بالإنجليزية: Charles King)‏ مواليد 6 ديسمبر 1911 في لندن، إنجلترا - الوفاة 19 يوليو 2001 في ويلينغتون، كان دراج إنجليزي. سبق أن شارك في دورة الألعاب الأولمبية الصيفية وفاز بميدالية أولمبية.

## الميداليات
| الميدالية | المسابقة                       |
| --------- | ------------------------------ |
| برونزية   | الألعاب الأولمبية الصيفية 1936 |

## روابط خارجية
- تشارلز كينغ على موقع أرشيف الدراجات (الإنجليزية)
- تشارلز كينغ على موقع أوليمبيديا (الإنجليزية)